# Miss Jekyll and Madame Hyde
Miss Jekyll and Madame Hyde è un cortometraggio muto del 1915 diretto da Charles L. Gaskill.

## Produzione
Il film fu prodotto dalla Vitagraph Company of America.

## Distribuzione
Distribuito dalla General Film Company, il film - un cortometraggio in tre rulli - uscì nelle sale cinematografiche statunitensi il 19 giugno 1915.